# Олександр Цимбалюк
Олександр Цимбалюк (лат. Oleksander Tsymbaliuk, 1976, Одеса) — заслужений артист України, український оперний співак, бас з оксамитовим тембром. Він є запрошеним солістом Національної опери України, Метрополітен-опера (США), міланської Ла Скала, лондонського театру Ковент-Гарден, Оперного театру Копенгагена (Данія), Баварської державної опери (Німеччина), Німецької державної опери (Німеччина), Великого театру (Росія) та інших прославлених театрів.

## Життєпис
Олександр Цимбалюк почав навчатися музики у п'ятирічному віці. У 1995 року вступив до Одеської Національної музичної академії ім. А. В. Нежданової, яку закінчив у 2003 році зі ступенем магістра вокального мистецтва. 2000 року його прийняли як соліста до Одеського оперного театру. З 2001 по 2003 рік Цимбалюк був членом Міжнародної оперної студії Гамбурзької державної опери, в сезоні 2003/04 він був переведений до постійного складу. З того часу він виступав на сценах дуже багатьох театрів Європи, Японії, США, Канади. Співак співає в операх на шістьох мовах.
Олександр успішно працював з такими диригентами як Зубін Мета, Лорін Маазель, Рікардо Муті, Даніель Баренбойм, Колін Девіс, Антоніо Папано, Нікола Луїзотті, Кент Нагано, Густаво Дудамель, Рікардо Шаї, Айвор Болтон, Едвард Гарднер, Антонелло Манакорда, Даніеле Рустіоні, Юкка-Пекка Сарасте, Василь Петренко та Кирило Петренко, Евеліно Підо́, Симона Янг. На сцені Національної опери України Олександр Цимбалюк вперше заспівав у 2015 році в рамках проєкту «Українські оперні зірки у світі», ініціатором якого є головний режисер театру Анатолій Солов'яненко.
У 2008 р. отримав звання Заслуженого артиста України.

## Нагороди та призи
- 1996 — 1-ше місце на Всеукраїнському огляді-конкурсі за програмою Українського фонду культури «Нові імена України» в Києві (Україна)
- 1998 — 2-ге місце на Міжнародному конкурсі співаків Антоніна Дворжака[cs] в Карлових Варах, (Чехія)
- 1999 — 2-ге місце на Міжнародному конкурсі молодих оперних співаків Григорія Алчевського у Харкові, (Україна)
- 2000 — 1-ше місце на Міжнародному вокальному конкурсі Мікулаша Шнайдера-Трнавського[cs] в Трнаві (Словенія)
- 2006 — 1-ше місце на V Міжнародному конкурсі молодих оперних співаків Олени Образцової в Москві (Росія)
- 2007 — 1-ше місце на Міжнародному конкурсі молодих оперних співаків Ріккардо Зандонаї в Ріва-дель-Гарда (Concorso Internazionale Riccardo Zandonai per giovani cantanti lirici, Італія)
- 2007 — І-ше місце серед співаків на XIII Міжнародний конкурс імені Чайковського в Москві (Росія)

## Дискографія
На сайті «Naxos» подано список дисків з записами опер, у яких співав Олександр Цимбалюк.